# 山咲あいみ
山咲 あいみ（やまざき あいみ、12月30日 - ）は、日本の女性声優。東京都出身。リマックス所属。ボーカルワークショップユニット「WWCUU」のメンバー。声優アイドル総合プロジェクト「ツボミシンフォニー」、「エモワール;ど」のメンバー。

## 略歴
2020年7月27日、リマックス所属の河実里夏、西真凛と共にボーカルワークショップユニット「WWCUU（うーくー）」を結成。
2023年9月28日、AKIBAカルチャーズ劇場がプロデュースする「声優アイドル」総合プロジェクトの「ツボミシンフォニー」およびツボミシンフォニー内のユニット「エモワール;ど」に所属。

## 人物
趣味は、食品サンプル集め、シール集め、カフェ巡り。特技は、イラストを描くこと、歌うこと、ウインク。
資格として数学検定4級を所持している。

## 出演
太字はメインキャラクター。

### テレビアニメ
2019年
- かぐや様は告らせたい
- あんさんぶるスターズ!（観客、生徒）

2020年
- アルゴナビス from BanG Dream!（女子高生B）
- アイドリッシュセブン シリーズ（2020年 - 2021年、陸ファンB、観客、女性ファンE） - 2シリーズ

2021年
- 2.43 清陰高校男子バレー部（応援団）
- スケートリーディング☆スターズ
- ひぐらしのなく頃に卒（村人）

2025年
- 全修。（女子B）

### ゲーム
2017年
- ガールズリボーン（ティンカーベル ほか）

2018年
- ソラとウミのアイダ（2018年、卯那波羅姫、広目天）

2019年
- ファイトリーグ（清浄性バイアス デオドラ）

2020年
- マルコと銀河竜 〜MARCO & GALAXY DRAGON〜（女子ミュータント、女子生徒B）
- ロストストーンズ
- Re:ゼロから始める異世界生活 Lost in Memories

2022年
- アルケミストガーデン（セイディス、パティ、マルテ、ジョゼル）
- 神獣伝説～エボリューション・ディバウア～
- ダンまち〜メモリア・フレーゼ〜

2023年
- けものフレンズ3（アフリカンゴールデンウルフ）

### ドラマCD
2020年
- 簡易的パーバートロマンス3
- 理性的パーバートロマンス

2022年
- GAMDOL song COL『トキメキッスLOVE』（女A、女B）

### 吹き替え
- ショートウェーブ（アマンダ ほか）[1]

### テレビドラマ
- ブラッシュアップライフ（2023年）

### その他コンテンツ
- ウチの夏フェス2023 どっきんムフフな夏祭り フレッシュ夏フェス隊（2023年[3]）

## ディスコグラフィ

### 参加作品
| 発売日        | 商品名                                         | 歌         | 楽曲                             | 備考                         |
| ------------- | ---------------------------------------------- | ---------- | -------------------------------- | ---------------------------- |
| 2020年8月12日 | 映画「弱虫ペダル」オリジナル・サウンドトラック | 山咲あいみ | 映画版「恋のひめひめぺったんこ」 | 実写映画『弱虫ペダル』挿入歌 |

### キャラクターソング
| 発売日  | 商品名 | 歌               | 楽曲         | 備考                 |
| 2021年  | 2021年 | 2021年           | 2021年       | 2021年               |
| ------- | --- | ---------------- | ------------ | -------------------- |
| 8月25日 | バクテン!! Blu-ray Disc BOX／DVD BOX 第2巻 Special Disc.2「たんたんガールズ＆ねぶたドリーム カップリングCD」 | たんたんガールズ | たんたんDays | 『バクテン!!』挿入歌 |
| 8月25日 | バクテン!! Blu-ray Disc BOX／DVD BOX 第2巻 Special Disc.2「たんたんガールズ＆ねぶたドリーム カップリングCD」 | ねぶたドリーム   | 今、僕は     | 『バクテン!!』挿入歌 |

### シリーズ一覧
1. ↑  第2期『Second BEAT!』（2020年）、第3期『Third BEAT!』第2クール（2022年）